# Muriel Baumeister
Muriel Baumeister (* 24. leden 1972, Salcburk, Salcbursko, Rakousko) je německo-rakouská herečka.

## Život
Její matka je učitelka tance Barbara Haselbach a její otec byl herec Edwin Noël (1944-2004), který v roce 2004 spáchal sebevraždu. Muriel Baumeister se potom dočasně stáhla z veřejného života. Její mladší sestra je herečka Peri Baumeister (* 1986). Mají ještě mladšího bratra (* 1994).
V 16 letech stála poprvé před kamerou. Po maturitě začala studovat sociální pedagogiku, ale později začala studovat herectví.
Známou se stala díky televiznímu seriálu Der Landarzt. Od té doby hraje v mnoha německých a rakouských filmech a seriálech.
Ve filmech Bouře v srdci (Gefühle im Sturm) a Ostrov koní (Die Pferdeinsel) si zahrála s Pierrem Bessonem.
V roce 1991 získala cenu Telestar a v roce 1993 získala Zlatou kameru za nejlepší mladou herečku (Lilli-Palmer-Gedächtniskamera).
Mluví německy, anglicky, bavorsky a ovládá berlínský a severoněmecký dialekt a rakouskou němčinu.
V roce 1993 si vzala herce Rainera Streckera. V roce 1994 se jim narodil syn Linus. V roce 1998 se Rainer Strecker a Muriel Baumeister rozvedli. V letech 2003-2006 žila s hercem Pierrem Bessonem. 14. 3. 2006 se jim narodila dcera Frieda.
S dětmi žije[kdy?] v Berlíně.

## Filmografie
- 1990–1994: Ein Haus in der Toscana
- 1990: Wohin die Liebe fällt
- 1991: Derrick – Der Schrei
- 1991: Starej (Der Alte)
- 1992: Der Brocken
- 1992: Derrick – Billies schöne, neue Welt
- 1992: Schuld war nur der Bossa Nova
- 1992: Widerspenstige Viktoria
- 1992–1993: Der Landarzt
- 1993: Eurocops – Flamingo
- 1993: Morlock – Kinderkram
- 1994: Die Stadtindianer
- 1994: Faust (Fernsehreihe) – Der Beschützer
- 1994: Mutter, ich will nicht sterben!
- 1994: Derrick – Gesicht hinter der Scheibe
- 1994: Rosamunde Pilcher: Divoký tymián (Rosamunde Pilcher – Wilder Thymian)
- 1995: Alles außer Mord – Wahnsinn mit Methode
- 1995: Miluji muže své dcery (Ich liebe den Mann meiner Tochter)
- 1995: Pokušení (Die Versuchung – Der Priester und das Mädchen)
- 1996: Alles nur Tarnung
- 1996: Die Drei – Marion mit den blauen Augen
- 1997: Berlin – Moskau
- 1997: Die Konkurrentin
- 1997: Einsatz Hamburg Süd
- 1997: Frauen morden leichter
- 1997: Klepání na nebeskou bránu (Knockin’ on Heaven’s Door)
- 1998: Mein Freund, der Bulle
- 1999: Sám proti zlu (Die Entführung)
- 1999: Priester im Einsatz
- 1999: Sturmzeit
- 2000: Der Vogelforscher
- 2000: Die Frau, die einen Mörder liebte
- 2000: Die Kommissarin – Der Tote aus der Wagenburg
- 2000: Speciální jednotka (Im Fadenkreuz – Bis daß der Tod euch scheidet)
- 2000: Meine Tochter darf es nie erfahren
- 2000: Siska (epizoda: Mord frei Haus)
- 2000: Zimmer mit Frühstück
- 2001: Dva životy mého otce (Das Leben meines Vaters)
- 2001: Láska mého života (Der Mann, den sie nicht lieben durfte)
- 2001: Die Überlebende
- 2001: Jako lovná zvěř (Liebeskrank)
- 2002: Am anderen Ende der Brücke
- 2002: Drákula (Dracula)
- 2002: Bouře v srdci (Gefühle im Sturm)
- 2002: Nevěra za nevěru (Ich schenk dir einen Seitensprung)
- 2003: Klíště hledá tátu (Ein Vater für Klette)
- 2003: On nebo žádný jiný (Er oder keiner)
- 2003: Mit Herz und Handschellen – Mitten ins Herz
- 2003: Nur Anfänger heiraten
- 2003: Spurlos – Ein Baby verschwindet
- 2003: Polizeiruf 110 (epizoda: Doktorspiele)
- 2004: Das Bernsteinamulett
- 2004: Das Traumschiff (epizoda: Sri Lanka)
- 2005: Bis in die Spitzen
- 2005: Rok do svatby (Eine Prinzessin zum Verlieben)
- 2006: 3 Engel auf der Chefetage
- 2006: Ostrov koní (Die Pferdeinsel)
- 2007: Lawine
- 2007: Sechs Richtige und andere Katastrophen
- 2008: Bis dass der Tod uns scheidet
- 2008: Robin Pilcher: Zeit des Wiedersehens
- 2008: Robin Pilcher: Neznámá úskalí (Robin Pilcher: A Risk Worth Taking)
- 2008: Der Besuch der alten Dame
- 2008: Eine bärenstarke Liebe
- 2008: Die Frau des Frisörs
- 2008: A byla z toho láska (Lilly Schönauer: Und dann war es Liebe)
- 2008: Vánoce v nemocnici (Wenn wir uns begegnen)
- 2008: Místo činu (Tatort (epizoda: Granit)
- 2009: Starej (Der Alte (epizoda: Tod auf dem Großmarkt))
- 2009: Místo činu (Tatort (epizoda: Oben und Unten))
- 2009: Faktor 8 - Smrtící virus (Faktor 8 – Der Tag ist gekommen)
- 2009: Plavba snů (Kreuzfahrt ins Glück (epizoda: Marrakesch))
- 2009: Seine Mutter und ich
- 2010: Flirt (Urlaub mit kleinen Folgen)
- 2011: Po tvém boku (Glücksbringer)
- 2011: Ein Sommer in den Bergen
- 2011: Letní příběh lásky (Liebe am Fjord – Das Meer der Frauen)
- 2012: Ein Sommer in den Bergen
- 2012: Das Traumhotel – Brasilien

## Divadlo
2008: Der Menschenfeind (Moliere), režie Philippe Besson, Schloßtheater im Neuen Palais, Potsdam, role: Celimene

## Ocenění
- 1991: Telestar
- 1993: die Goldene Kamera als beste Nachwuchsdarstellerin (Lilli-Palmer-Gedächtniskamera)